# Portræt af frøken Lieser
Portræt af frøken Lieser (tysk: Bildnis Fräulein Lieser) er et portræt udført af Gustav Klimt. Værket blev malet i 1917 og var efterladt usigneret i hans atelier, da han døde i 1918. Eksperter formodede at det var tabt eller ødelagt, indtil det blev opdaget i god stand i 2024.
Maleriet blev sat til salg af østrigske Auktionshaus im Kinsky i april 2024. Det blev solgt for 30 millioner euro, svarende til 224 millioner kroner.

## Beskrivelse
Det trekvarte portræt forestiller en ung kvinde i frontal positur mod en rød baggrund. En kappe draperet om hendes skuldre er dekoreret med blomster. Farvepaletten er typisk for Klimts senere arbejde.
Den unge kvinde menes at være et medlem af Lieser-familien, en familie af wienske industrifolk. Ifølge auktionshuset kan modellen være en datter af Justus og Henriette Lieser. Modellen menes at have aflagt ni besøg i Klimts studie mellem april og maj 1917.
Maleriet måler 140 x 80 centimeter. Baggrunden på maleriet har svagt synlige former udført med blyant, hvilket tyder på, at Klimt havde til hensigt at arbejde videre med maleriet.

## Proveniens(ejerskab)
Klimt malede Portræt af Fräulein Lieser i 1917. Værket blev, efter hans død i 1918, fundet usigneret i hans atelier, og det blev overdraget til familien.
Efter en Klimt-udstilling i Wiens Neue Galerie i 1925 overgik maleriet til en privat samling. Det eneste spor af maleriet var et sort-hvidt fotografi, taget omkring den tid hvor det blev udstillet i 1925. Det mentes at portrættet tilhørte enten Adolf eller Henriette Lieser.
Efter Østrig i 1938 blev en del af Nazityskland ved Anschluss, blev Lieser-familien forfulgt efter nazisternes anti-jødiske love. Liesers aktiver og hjem blev arianiseret og Henriette "Lilly" Lieser blev deporteret til Riga den 11. januar 1942, hvor hun døde 3. december 1943.
Portrættet blev handlet omkring 1960 og endte hos en ukendt østrigsk statsborger. Portrættet blev genopdaget i 2022, efter ejeren henvendte sig til auktionshuset. Hvor maleriet befandt sig mellem 1925 og 1960 er uvist.
Det er meningen at maleriet på foranledning af den nuværende ejer, samt Lieser-familiens juridiske efterkommere, skal sættes til salg af auktionshuset im Kinsky i april 2024.

## Udstillinger
Portrættet forventes at blive udstillet offentligt i Tyskland, Hong Kong, Schweiz og Storbritannien.